# Nati nel 1976/Gennaio
| Questa pagina contiene informazioni ricavate automaticamente dalle voci biografiche con l'ausilio del template Bio e di un bot. L'aggiornamento è periodico e automatico e ricostruisce completamente la pagina. Se manca una persona in questa lista, sei pregato di non aggiungerla, ma accertati piuttosto che la sua voce biografica contenga il template Bio e che i dati anagrafici siano correttamente compilati. Se il template Bio manca, inseriscilo tu stesso o, in alternativa, metti l'avviso {{tmp\|Bio}} che ne segnala la mancanza. Se i dati riportati sono sbagliati, correggi direttamente la voce biografica; le modifiche saranno visibili in questa lista entro pochi giorni. Per chiarimenti vedi il progetto biografie. La lista contiene solo le 388 persone che sono citate nell'enciclopedia e per le quali è stato implementato correttamente il template Bio. Pagina aggiornata al 10 ago 2025. |

- 1º gennaio - Dzmitryj Debelka, lottatore bielorusso († 2022)
- 1º gennaio - Mustafa Doğan, ex calciatore turco
- 1º gennaio - Jonathan Lemalu, basso-baritono neozelandese
- 1º gennaio - Jesús Muñoz, allenatore di calcio e ex calciatore spagnolo
- 1º gennaio - Lilith Saintcrow, scrittrice statunitense
- 1º gennaio - Harue Sato, ex calciatrice giapponese
- 1º gennaio - Kim Schraner, attrice canadese
- 1º gennaio - Elisabetta Serrapica, pallavolista italiana
- 1º gennaio - Mile Smodlaka, ex pallanuotista e allenatore di pallanuoto croato
- 1º gennaio - Tank, cantante, compositore e produttore discografico statunitense
- 1º gennaio - Viktorija Tokovaja, bobbista russa
- 1º gennaio - Ivan Tomić, allenatore di calcio, dirigente sportivo e ex calciatore serbo
- 1º gennaio - Marko Topić, ex calciatore bosniaco
- 1º gennaio - Vitalic, disc jockey francese
- 2 gennaio - Laura Alonso Padín, soprano spagnolo
- 2 gennaio - Chrysopīgī Devetzī, ex triplista e lunghista greca
- 2 gennaio - Danilo Di Luca, ex ciclista su strada italiano
- 2 gennaio - Nicolas Goussé, ex calciatore francese
- 2 gennaio - Joseph Limeburner, allenatore di calcio e ex calciatore americo-verginiano
- 2 gennaio - Erik Masoero, ex canoista e dirigente sportivo italiano
- 2 gennaio - Paz Vega, attrice e modella spagnola
- 3 gennaio - Dimitri Agostini, ex cestista italiano
- 3 gennaio - Alisen Down, attrice canadese
- 3 gennaio - Fatima-Zahra Mansouri, politica e avvocata marocchina
- 3 gennaio - Nelson, cantautore, paroliere e attore italiano
- 3 gennaio - Nicholas Gonzalez, attore statunitense
- 3 gennaio - Lee Hyung-taik, ex tennista sudcoreano
- 3 gennaio - Reinhard Leiter, ex sciatore alpino italiano
- 3 gennaio - Alessia Morani, politica italiana
- 3 gennaio - Aggelos Mpasinas, ex calciatore greco
- 3 gennaio - Perpetua Nkwocha, ex calciatrice nigeriana
- 3 gennaio - Satya Oblet, modello indiano
- 3 gennaio - Brad Parscale, statunitense
- 3 gennaio - Meredith Scardino, sceneggiatrice, autrice televisiva e produttrice televisiva statunitense
- 3 gennaio - Daniel Solà, ex pilota di rally spagnolo
- 3 gennaio - Kostjantyn Truchanov, arbitro di calcio ucraino
- 3 gennaio - Charles Yu, scrittore statunitense
- 4 gennaio - Shiro Amano, fumettista e illustratore giapponese
- 4 gennaio - Diego Dibós, cantante e compositore peruviano
- 4 gennaio - August Diehl, attore tedesco
- 4 gennaio - Seth Grahame-Smith, scrittore e fumettista statunitense
- 4 gennaio - Tor Egil Horn, ex calciatore norvegese
- 4 gennaio - Chris Klein, ex calciatore statunitense
- 4 gennaio - Dave Malloy, compositore, paroliere e attore statunitense
- 4 gennaio - Jason Mayélé, calciatore congolese (Repubblica Democratica del Congo) († 2002)
- 4 gennaio - Jurij Metlušenko, ex ciclista su strada ucraino
- 4 gennaio - Pete Morten, chitarrista, cantante e compositore britannico
- 5 gennaio - Shintarō Asanuma, doppiatore, attore e sceneggiatore giapponese
- 5 gennaio - Johannes Kaiser, politico cileno
- 5 gennaio - Severin Lüthi, allenatore di tennis e ex tennista svizzero
- 5 gennaio - Jair Peralta, ex cestista panamense
- 5 gennaio - Yvon Rakotoarimiandry, ex ostacolista malgascio
- 5 gennaio - Shawnta Rogers, ex cestista statunitense
- 5 gennaio - Érica Sánchez, cestista argentina
- 5 gennaio - Diego Tristán, ex calciatore spagnolo
- 5 gennaio - Massimiliano Varrese, attore e ballerino italiano
- 5 gennaio - Matt Wachter, bassista e tastierista statunitense
- 5 gennaio - Nannie de Villiers, ex tennista sudafricana
- 6 gennaio - Stefano Arnaquinti, politico italiano
- 6 gennaio - Gonzalo Bayarri, ex ciclista su strada spagnolo
- 6 gennaio - Roberto Bergersen, ex cestista statunitense
- 6 gennaio - Chun Lee-kyung, ex pattinatrice di short track sudcoreana
- 6 gennaio - Johan Davidsson, ex hockeista su ghiaccio svedese
- 6 gennaio - David Di Michele, allenatore di calcio e ex calciatore italiano
- 6 gennaio - Kristijan Đorđević, ex calciatore serbo
- 6 gennaio - Jeremy Linn, ex nuotatore statunitense
- 6 gennaio - Danny Pintauro, attore statunitense
- 6 gennaio - Judith Rakers, giornalista e conduttrice televisiva tedesca
- 6 gennaio - Marco Sassella, ex cestista svizzero
- 6 gennaio - Andreas Seidl, dirigente sportivo e ingegnere tedesco
- 6 gennaio - Daniel Tynell, ex fondista svedese
- 6 gennaio - Johnny Yong Bosch, artista marziale, attore e doppiatore statunitense
- 6 gennaio - Massimo Zedda, politico italiano
- 6 gennaio - Richard Zedník, ex hockeista su ghiaccio slovacco
- 7 gennaio - Marcelo Bordon, ex calciatore brasiliano
- 7 gennaio - Nuno Cavaleiro, ex calciatore portoghese
- 7 gennaio - Paulo Chávez, ex calciatore messicano
- 7 gennaio - Stephan Emig, batterista tedesco
- 7 gennaio - Nic Endo, musicista statunitense
- 7 gennaio - Kaies Ghodhbane, ex calciatore tunisino
- 7 gennaio - Vybz Kartel, cantante e disc jockey giamaicano
- 7 gennaio - Nilton Pereira Mendes, calciatore brasiliano († 2006)
- 7 gennaio - Tomas Ražanauskas, allenatore di calcio e ex calciatore lituano
- 7 gennaio - Christian Schlechtweg, schermidore tedesco
- 7 gennaio - Alfonso Soriano, ex giocatore di baseball dominicano
- 7 gennaio - Gabriel Urdaneta, ex calciatore venezuelano
- 7 gennaio - Vivian Cristina Lopes, ex cestista brasiliana
- 7 gennaio - Kierston Wareing, attrice britannica
- 8 gennaio - Raffaëla Anderson, ex attrice pornografica e scrittrice francese
- 8 gennaio - Alexandre Dujeux, allenatore di calcio e ex calciatore francese
- 8 gennaio - Vadim Evseev, allenatore di calcio e ex calciatore russo
- 8 gennaio - Jenny Lewis, attrice, cantante e musicista statunitense
- 8 gennaio - Alexandre Pires, cantante, musicista e compositore brasiliano
- 8 gennaio - Tom Pondeljak, ex calciatore australiano
- 8 gennaio - Bora Sancar, ex cestista turco
- 8 gennaio - Bradley Snyder, ex pesista canadese
- 8 gennaio - Kevin Yoder, politico statunitense
- 9 gennaio - Svitlana Azarova, compositrice ucraina
- 9 gennaio - Radek Bonk, ex hockeista su ghiaccio ceco
- 9 gennaio - Luiz Caracol, cantautore portoghese
- 9 gennaio - Benedetta Fiorini, politica italiana
- 9 gennaio - Todd Grisham, conduttore televisivo statunitense
- 9 gennaio - Diego Ocampo, allenatore di pallacanestro spagnolo
- 9 gennaio - Andrea Stramaccioni, allenatore di calcio e opinionista italiano
- 10 gennaio - Remy Bonjasky, kickboxer surinamese
- 10 gennaio - Jakob Börjesson, ex biatleta svedese
- 10 gennaio - Sandra Dijon, ex cestista francese
- 10 gennaio - Dana Fuchs, cantautrice e attrice statunitense
- 10 gennaio - Reggie Greene, ex giocatore di football americano e scrittore statunitense
- 10 gennaio - Frans Haraldsen, cantante svedese
- 10 gennaio - Liu Guoliang, tennistavolista cinese
- 10 gennaio - Marlon Pérez, ciclista su strada e pistard colombiano († 2024)
- 10 gennaio - Ian Poulter, golfista inglese
- 10 gennaio - Bernd Volcic, ex cestista austriaco
- 11 gennaio - John Avery, ex giocatore di football americano statunitense
- 11 gennaio - Alfonso Boone, ex giocatore di football americano statunitense
- 11 gennaio - Tomáš Holubec, ex biatleta ceco
- 11 gennaio - Petr Johana, ex calciatore ceco
- 11 gennaio - Chris Morgan, ex calciatore nordirlandese
- 11 gennaio - Euthymīs Rentzias, ex cestista greco
- 11 gennaio - Rosdi Talib, ex calciatore malese
- 12 gennaio - Katia Follesa, comica, conduttrice televisiva e conduttrice radiofonica italiana
- 12 gennaio - Sandra Gallego, ex cestista spagnola
- 12 gennaio - Guido Guerrini, pilota di rally, copilota di rally e viaggiatore italiano
- 12 gennaio - Hillary Makasa, calciatore zambiano († 2020)
- 12 gennaio - María José, cantautrice e attrice messicana
- 12 gennaio - Moon Jeong-hee, attrice sudcoreana
- 12 gennaio - Miki Nakatani, attrice e cantante giapponese
- 12 gennaio - Eloy Moreno, scrittore spagnolo
- 12 gennaio - Samuele Podestà, ex cestista italiano
- 12 gennaio - Ofelia Prodan, poetessa romena
- 12 gennaio - Ricardo Queraltó, ex calciatore cileno
- 12 gennaio - Mikkjal Thomassen, allenatore di calcio e ex calciatore faroese
- 13 gennaio - Magno Alves, ex calciatore brasiliano
- 13 gennaio - Daniele Franceschini, allenatore di calcio e ex calciatore italiano
- 13 gennaio - Felix Gottwald, ex combinatista nordico austriaco
- 13 gennaio - Arturo Guzmán Decena, militare e criminale messicano († 2002)
- 13 gennaio - Bartosz Karwan, ex calciatore polacco
- 13 gennaio - Ross McCall, attore britannico
- 13 gennaio - Leandro Palladino, ex cestista argentino
- 13 gennaio - Michael Peña, attore statunitense
- 13 gennaio - Bic Runga, cantautrice neozelandese
- 13 gennaio - Samir Sabry, ex calciatore e ex giocatore di calcio a 5 egiziano
- 13 gennaio - Serhij Šyščenko, ex calciatore ucraino
- 13 gennaio - Tania Vicent, pattinatrice di short track canadese
- 13 gennaio - Alice Winocour, regista e sceneggiatrice francese
- 13 gennaio - Mario Yepes, allenatore di calcio e ex calciatore colombiano
- 14 gennaio - Beth Shapiro, biologa statunitense
- 14 gennaio - Matt Carragher, calciatore inglese († 2016)
- 14 gennaio - Davide Casaleggio, imprenditore e politico italiano
- 14 gennaio - Vincenzo Chianese, ex calciatore italiano
- 14 gennaio - Cédric Grand, bobbista svizzero
- 14 gennaio - Amedeo Guarnieri, sceneggiatore italiano († 2020)
- 14 gennaio - Ward Horton, attore statunitense
- 14 gennaio - Benoît Joachim, ex ciclista su strada lussemburghese
- 14 gennaio - Brian Kelly, ex giocatore di football americano statunitense
- 14 gennaio - Vishen Lakhiani, imprenditore e scrittore malese
- 14 gennaio - Aleksandra Latyševa, ex cestista russa
- 14 gennaio - Olive Loughnane, ex marciatrice irlandese
- 14 gennaio - Irina Medvedeva, ex cestista russa
- 14 gennaio - Andrej Mordvičev, generale russo
- 14 gennaio - Oksana Neupokoeva, ex biatleta russa
- 14 gennaio - Trent Noel, calciatore trinidadiano
- 14 gennaio - Rita Williams, ex cestista statunitense
- 15 gennaio - Francesco Apolloni, sceneggiatore, regista e attore italiano
- 15 gennaio - Tiziana Di Masi, attrice italiana
- 15 gennaio - Carles Durán, allenatore di pallacanestro spagnolo
- 15 gennaio - Rodrigo Fabri, ex calciatore brasiliano
- 15 gennaio - Trish Flavel, ex atleta paralimpica australiana
- 15 gennaio - Drago Grubelnik, sciatore alpino e allenatore di sci alpino sloveno († 2015)
- 15 gennaio - Zakia Khattabi, politica belga
- 15 gennaio - Andreas Klier, dirigente sportivo e ex ciclista su strada tedesco
- 15 gennaio - Iryna Liščyns'ka, mezzofondista ucraina
- 15 gennaio - Bianca Marroquín, attrice, cantante e ballerina messicana
- 15 gennaio - Scott Matthews, cantautore britannico
- 15 gennaio - Dorian Missick, attore statunitense
- 15 gennaio - Scott Murray, rugbista a 15 scozzese
- 15 gennaio - Florentin Petre, ex calciatore rumeno
- 16 gennaio - Shaun Benson, attore canadese
- 16 gennaio - Daria D'Antonio, attrice italiana
- 16 gennaio - Daria D'Antonio, direttrice della fotografia italiana
- 16 gennaio - Debbie Ferguson-McKenzie, velocista bahamense
- 16 gennaio - Eva Habermann, attrice tedesca
- 16 gennaio - Mikael Hedlund, bassista e compositore svedese
- 16 gennaio - Randell Jackson, ex cestista statunitense
- 16 gennaio - Damir Matulović, allenatore di calcio e ex calciatore croato
- 16 gennaio - Gavin McGowan, ex calciatore inglese
- 16 gennaio - Martina Moravcová, ex nuotatrice slovacca
- 16 gennaio - Domenico Morfeo, ex calciatore italiano
- 16 gennaio - Lenka Ptáčníková, scacchista islandese
- 16 gennaio - Miloš Šporar, ex cestista e allenatore di pallacanestro sloveno
- 17 gennaio - Mathieu Baumel, copilota di rally francese
- 17 gennaio - Stefano Benvenuti Gostoli, politico italiano
- 17 gennaio - Francesco Biribanti, pallavolista italiano
- 17 gennaio - Scott Covington, giocatore di football americano statunitense
- 17 gennaio - Manolo Da Rold, compositore, direttore di coro e organista italiano
- 17 gennaio - Abou El Komsan, ex giocatore di calcio a 5 egiziano
- 17 gennaio - GoodMorningBoy, cantautore italiano
- 17 gennaio - Yoann Lachor, ex calciatore francese
- 17 gennaio - Miguel Martinez, ex mountain biker, ciclocrossista e ciclista su strada francese
- 17 gennaio - Emiliano Morrone, giornalista e saggista italiano
- 17 gennaio - Tony Moulai, triatleta francese
- 17 gennaio - Roman Pavlík, ex calciatore ceco
- 17 gennaio - Glen Saville, ex cestista australiano
- 17 gennaio - Domenico Urbano, pugile italiano
- 17 gennaio - Tonique Williams-Darling, velocista bahamense
- 17 gennaio - Aga Zaryan, cantante polacca
- 17 gennaio - Antonella Zedda, politica italiana
- 18 gennaio - Laurence Courtois, ex tennista belga
- 18 gennaio - Fabien Debec, ex calciatore francese
- 18 gennaio - Marcelo Gallardo, allenatore di calcio e ex calciatore argentino
- 18 gennaio - Daniela Komatović, designer, pittrice e fotografa ceca
- 18 gennaio - Damien Leith, cantante irlandese
- 18 gennaio - Pavel Mareš, ex calciatore ceco
- 18 gennaio - Derek Richardson, attore statunitense
- 19 gennaio - Greta Galisch de Palma, attrice, doppiatrice e conduttrice radiofonica tedesca
- 19 gennaio - Maciej Ganczar, linguista polacco
- 19 gennaio - Natale Gonnella, ex calciatore italiano
- 19 gennaio - Ariel Grana, ex calciatore argentino
- 19 gennaio - Tarso Marques, ex pilota automobilistico brasiliano
- 19 gennaio - Mugahid Ahmed Mohamed, ex calciatore sudanese
- 19 gennaio - Marie Overbye, triatleta danese
- 19 gennaio - Drew Powell, attore statunitense
- 19 gennaio - Christoph Sumann, ex biatleta e fondista austriaco
- 19 gennaio - Marsha Thomason, attrice britannica
- 19 gennaio - Chris Twiddy, allenatore di calcio e ex calciatore gallese
- 20 gennaio - Fabio Bencivenga, ex pallanuotista italiano
- 20 gennaio - Chadi Cheikh Merai, allenatore di calcio e ex calciatore siriano
- 20 gennaio - David Fernández Miramontes, ex calciatore spagnolo
- 20 gennaio - Cindy Franssen, politica belga
- 20 gennaio - Lilian Jégou, ex ciclista su strada francese
- 20 gennaio - Jae Kingi, ex cestista e allenatrice di pallacanestro australiana
- 20 gennaio - Antti Kuismala, ex calciatore finlandese
- 20 gennaio - Pablo Lastras, dirigente sportivo e ex ciclista su strada spagnolo
- 20 gennaio - Conchita Martínez Granados, ex tennista spagnola
- 20 gennaio - Hendrik Möbus, batterista e criminale tedesco
- 20 gennaio - Norman Nolan, ex cestista statunitense
- 20 gennaio - Francesco Paura, rapper italiano
- 20 gennaio - Christian Rainer, musicista, cantante e artista italiano
- 20 gennaio - Përparim Rama, architetto e politico kosovaro
- 20 gennaio - Gretha Smit, ex pattinatrice di velocità su ghiaccio olandese
- 20 gennaio - Fernando Sánchez, ex calciatore argentino
- 20 gennaio - Alessandro Tognaccini, pilota motociclistico italiano
- 20 gennaio - Anastasija Jur'evna Voločkova, ex ballerina russa
- 20 gennaio - Sandro Zanetti, allenatore di calcio a 5 e ex giocatore di calcio a 5 brasiliano
- 21 gennaio - Raivis Belohvoščiks, ex ciclista su strada lettone
- 21 gennaio - Emma Bunton, cantautrice, conduttrice televisiva e conduttrice radiofonica britannica
- 21 gennaio - Peter Černák, ex calciatore slovacco
- 21 gennaio - Cho PD, cantante e rapper sudcoreano
- 21 gennaio - Lars Eidinger, attore tedesco
- 21 gennaio - Steve Fatupua-Lecaill, calciatore francese († 2003)
- 21 gennaio - Giorgio Frezzolini, allenatore di calcio e ex calciatore italiano
- 21 gennaio - Denis Lunghi, ex ciclista su strada italiano
- 21 gennaio - Iulian Miu, ex calciatore rumeno
- 21 gennaio - Nicola Procaccini, politico italiano
- 21 gennaio - Vital' Rahožkin, ex calciatore bielorusso
- 21 gennaio - Igors Stepanovs, ex calciatore lettone
- 21 gennaio - Sun Shuwei, tuffatore cinese
- 21 gennaio - Sharon Thompson, ex cestista e allenatrice di pallacanestro statunitense
- 22 gennaio - Engert Bakalli, ex calciatore albanese
- 22 gennaio - Davit Chaladze, ex calciatore georgiano
- 22 gennaio - Stefan van Dijk, ex ciclista su strada olandese
- 22 gennaio - Dragan Dojčin, ex cestista e allenatore di pallacanestro serbo
- 22 gennaio - Martín Fúriga, ex calciatore argentino
- 22 gennaio - Sivert Høyem, cantante norvegese
- 22 gennaio - Marco Küntzel, allenatore di calcio e ex calciatore tedesco
- 22 gennaio - Li Ju, tennistavolista cinese
- 22 gennaio - Sebastián Morquio, ex calciatore uruguaiano
- 22 gennaio - Reinhard Stolz, pilota motociclistico tedesco
- 23 gennaio - Gabriele Ermini, ex giocatore di baseball italiano
- 23 gennaio - Krzysztof Gierczyński, ex pallavolista polacco
- 23 gennaio - Anne Margrethe Hausken, orientista e sci orientista norvegese
- 23 gennaio - Angelica Lee, cantante e attrice malaysiana
- 23 gennaio - Nigel McGuinness, ex wrestler britannico
- 23 gennaio - Bima Sakti, allenatore di calcio e ex calciatore indonesiano
- 23 gennaio - Alexandra Shaffer, ex sciatrice alpina statunitense
- 23 gennaio - Shahrol Yuzy, pilota motociclistico malese
- 24 gennaio - Laure Belleville, modella francese
- 24 gennaio - Silvia Biondini, ex triplista e lunghista italiana
- 24 gennaio - Shae-Lynn Bourne, ex danzatrice su ghiaccio e coreografa canadese
- 24 gennaio - Sara Ciampi, poetessa e scrittrice italiana
- 24 gennaio - Michele De Palma, sindacalista e politico italiano
- 24 gennaio - Giuliano Figueras, ex ciclista su strada italiano
- 24 gennaio - Iñaki Lafuente, allenatore di calcio e ex calciatore spagnolo
- 24 gennaio - Miranda, cantante, modella e ballerina francese
- 24 gennaio - Tatsuyuki Nagai, regista giapponese
- 24 gennaio - Roque Osorio, ex cestista venezuelano
- 24 gennaio - Guillermo Ruiz Burguete, ex giocatore di football americano e allenatore di football americano messicano
- 24 gennaio - Lubna Tahtamouni, biologa e attivista giordana
- 24 gennaio - Simone Vergassola, allenatore di calcio e ex calciatore italiano
- 24 gennaio - Frano Vićan, pallanuotista croato
- 24 gennaio - Vanessa Webb, ex tennista canadese
- 24 gennaio - Olena Šuljak, politica ucraina
- 25 gennaio - Matteo Curallo, musicista, compositore e produttore discografico italiano
- 25 gennaio - Alejandra Fernández, ex cestista argentina
- 25 gennaio - Carl Hansen, ex giocatore di football americano statunitense
- 25 gennaio - Mito Isaka, ex calciatrice giapponese
- 25 gennaio - Kerstin Kowalski, ex canottiera tedesca
- 25 gennaio - Manja Kowalski, ex canottiera tedesca
- 25 gennaio - Gisela Morón, sincronetta spagnola
- 25 gennaio - Dīmītrīs Nalitzīs, ex calciatore greco
- 25 gennaio - Jacob Nettey, ex calciatore ghanese
- 25 gennaio - Manuel Pablo, ex calciatore spagnolo
- 25 gennaio - Marco Piccioni, allenatore di calcio e ex calciatore italiano
- 25 gennaio - Laura Vasiliu, attrice rumena
- 26 gennaio - Willie Adler, chitarrista statunitense
- 26 gennaio - Yasmine Belmadi, attore francese († 2009)
- 26 gennaio - Ebru Ceylan, sceneggiatrice turca
- 26 gennaio - Hitomi, cantante e attrice giapponese
- 26 gennaio - Aleksej Lebedinec, pentatleta russo
- 26 gennaio - Georgia Luzi, conduttrice televisiva italiana
- 26 gennaio - Gilles Marini, attore e modello francese
- 26 gennaio - Anita Nair, scrittrice indiana
- 26 gennaio - Marco Ruggiero, musicista italiano
- 26 gennaio - Antonio Salvatore Trevisi, politico italiano
- 26 gennaio - Loredana Trigilia, schermitrice italiana
- 27 gennaio - Ahn Jung-hwan, ex calciatore sudcoreano
- 27 gennaio - Joakim Alexandersson, ex calciatore svedese
- 27 gennaio - Enzo Artoni, ex tennista italiano
- 27 gennaio - Jacopo Battaglia, batterista, polistrumentista e compositore italiano
- 27 gennaio - Renaud Capuçon, violinista francese
- 27 gennaio - Eos Counsell, violinista gallese
- 27 gennaio - Andrea Cupi, allenatore di calcio e ex calciatore italiano
- 27 gennaio - Dedimar, allenatore di calcio e ex calciatore brasiliano
- 27 gennaio - Marius Drăghici, ex pallavolista rumeno
- 27 gennaio - James Ehnes, violinista canadese
- 27 gennaio - Javier Estrada Fernández, arbitro di calcio spagnolo
- 27 gennaio - Maickel Ferrier, ex calciatore olandese
- 27 gennaio - Chris Gauthier, attore britannico († 2024)
- 27 gennaio - Jeremy Hansen, astronauta e aviatore canadese
- 27 gennaio - Peter Häggström, ex lunghista svedese
- 27 gennaio - Ol'ga Kiričenko, ex nuotatrice sovietica
- 27 gennaio - David Langer, allenatore di calcio e ex calciatore ceco
- 27 gennaio - Todd MacCulloch, ex cestista canadese
- 27 gennaio - Chimeddorj Munkhbat, allenatore di calcio e ex calciatore mongolo
- 27 gennaio - Simon Petrov, ex cestista e allenatore di pallacanestro sloveno
- 27 gennaio - Alessio Pirri, ex calciatore italiano
- 27 gennaio - Karin Roten, ex sciatrice alpina svizzera
- 27 gennaio - Wojciech Szala, ex calciatore polacco
- 27 gennaio - Shreyas Talpade, attore indiano
- 27 gennaio - Fred Taylor, ex giocatore di football americano statunitense
- 27 gennaio - Ruby Lin, attrice taiwanese
- 28 gennaio - Pierrick Bourgeat, ex sciatore alpino francese
- 28 gennaio - Walter Coyette, allenatore di calcio e ex calciatore argentino
- 28 gennaio - Lee Ingleby, attore e sceneggiatore britannico
- 28 gennaio - Ayao Komatsu, manager giapponese
- 28 gennaio - Julien Lucas, attore e doppiatore francese
- 28 gennaio - Mark Madsen, ex cestista e allenatore di pallacanestro statunitense
- 28 gennaio - Hamid Merakchi, calciatore e allenatore di calcio algerino († 2024)
- 28 gennaio - Gunnar Norebø, ex calciatore norvegese
- 28 gennaio - Rick Ross, rapper e attore statunitense
- 28 gennaio - Miltiadīs Sapanīs, ex calciatore greco
- 28 gennaio - Jaroslav Slávik, ex slittinista slovacco
- 28 gennaio - Souleymane Wane, ex cestista senegalese
- 28 gennaio - Manuela Zanier, cantante e attrice italiana
- 29 gennaio - Petr Benčík, ex ciclista su strada ceco
- 29 gennaio - Anatolij Dovhal', ex velocista ucraino
- 29 gennaio - Félix Flores, pugile portoricano
- 29 gennaio - Karsten Kroon, dirigente sportivo e ex ciclista su strada olandese
- 29 gennaio - Diego Longo, allenatore di calcio italiano
- 29 gennaio - Saúl Martínez, ex calciatore honduregno
- 29 gennaio - Antonio Milošoski, politico macedone
- 29 gennaio - Gianfranco Miranda, doppiatore e direttore del doppiaggio italiano
- 29 gennaio - Belle Perez, cantautrice belga
- 29 gennaio - Iván Pérez Muñoz, ex calciatore spagnolo
- 29 gennaio - Pino Putignani, cantautore e regista italiano
- 30 gennaio - Cristian Brocchi, ex calciatore, allenatore di calcio e dirigente sportivo italiano
- 30 gennaio - Rodger Farrington, ex cestista britannico
- 30 gennaio - Ǵorǵi Hristov, ex calciatore macedone
- 30 gennaio - Piera Cassandra Maglio, ex calciatrice e allenatrice di calcio italiana
- 30 gennaio - Kaya Malotana, ex rugbista a 15 e allenatore di rugby a 15 sudafricano
- 30 gennaio - Andy Milonakis, attore, comico e rapper statunitense
- 30 gennaio - Mike Petke, allenatore di calcio, dirigente sportivo e ex calciatore statunitense
- 31 gennaio - Paolo Agostini, ex calciatore italiano
- 31 gennaio - Daniel Bisogno, ex calciatore uruguaiano
- 31 gennaio - Traïanos Dellas, allenatore di calcio e ex calciatore greco
- 31 gennaio - Claudio Graf, allenatore di calcio e ex calciatore argentino
- 31 gennaio - Numskull, rapper statunitense
- 31 gennaio - Vincent Masingue, ex cestista francese
- 31 gennaio - Tyrone Nesby, ex cestista, allenatore di pallacanestro e rapper statunitense
- 31 gennaio - Giovanni Orfei, allenatore di calcio e ex calciatore italiano
- 31 gennaio - Zuleydis Ortiz, schermitrice cubana
- 31 gennaio - Buddy Rice, pilota automobilistico statunitense
- 31 gennaio - Simone Rosalba, ex pallavolista italiano
- 31 gennaio - Malvino Salvador, attore e modello brasiliano
- 31 gennaio - Paul Scheer, attore, comico e sceneggiatore statunitense
- 31 gennaio - Yasuyuki Takishita, ex sciatore alpino giapponese
- 31 gennaio - Tomáš Zíb, ex tennista ceco